# Algete (kommun)
Algete är en kommun i Spanien. Den ligger i den autonoma regionen Madrid, i den centrala delen av landet, 26 km nordost om huvudstaden Madrid. Antalet invånare är 21 167 (2024).